# 妙見堰
妙見堰（みょうけんぜき）は、新潟県長岡市、一級河川・信濃川本流中流部に建設された堰である。

## 概要
堰の目的は上水道・灌漑・発電用水の逆調整で、妙見堰自体は発電機能を有さない。また道路橋梁として、越の大橋が妙見堰の竣工と同年に開通し、地域の物流発展にも役割を果たしている。また堰に沿うように併設されている自転車歩行者道橋は堰の管理通路を兼ねており、堰に面した架橋部については管理用車両の乗り入れが可能な構造になっている。
灌漑用水の供給を安定化させる不特定利水及び長岡市への上水道供給、十日町市から小千谷市にかけて所在する東日本旅客鉄道（JR東日本）の信濃川発電所（千手・小千谷・新小千谷の3発電所の総称）から放流された水を調整して下流の流量を一定化させる逆調整など、治水に関する目的に加え、堰下流側には道路橋梁として越の大橋を併設し、国道17号・小千谷バイパスの区間としても機能している（橋梁に関する記載は越の大橋を参照）。
このことから、妙見堰は国土交通省北陸地方整備局信濃川河川事務所越路出張所妙見堰管理支所と、JR東日本エネルギー管理センター信濃川発電所が共同で管理を行っている。また道路橋梁である越の大橋は、同整備局長岡国道事務所が管理している。このように施設全体の管理業務は三者間共同で行われており、国土交通省直轄ダムとしては異例のケースである。
堰の管理用通路を兼ねる越の大橋の自転車歩行者道橋からは、堰本体を間近で見ることができる。また堰の東詰側に所在する管理施設には「妙見記念館」が併設されており、信濃川を眺望できる他、妙見堰の機能や信濃川流域の水環境・生活環境に関する資料を閲覧することができる（平日のみ開館、土曜・休日は予約が必要）。
「妙見堰広場」が、平成3年度手づくり郷土賞（素材部門）受賞。

## 沿革
1990年（平成2年）に完成した可動堰である。
長岡市は古来から交通の要衝として重要視され、江戸時代には長岡藩牧野氏7万5千石の城下町として栄えた。以後新潟県第2の都市として発展するが、関越自動車道・北陸自動車道の長岡ジャンクションの建設や上越新幹線の開通等によって関東方面へのアクセスが良くなったことで、人口が更に増加していった。このため水需要の確保が叫ばれるようになっていった。
一方、山手線・中央本線を始めとする首都圏の鉄道網を支える上で不可欠な電力を信濃川水系から供給している日本国有鉄道（国鉄）は、宮中取水ダムを始めとする水力発電施設を信濃川に建設していたが、当時増設を予定していた新小千谷発電所の有効利用を図るためには不可欠な、水量逆調整のための調整池建設を検討していた。こうした事から信濃川に堰を建設して水需要の確保と、発電用逆調整池の確保を図ることになり、建設省北陸地方建設局（現在の国土交通省北陸地方整備局）と国鉄の共同事業として1985年（昭和60年）に計画され、5年の歳月を掛けて1990年に完成した。この間の1987年（昭和62年）に国鉄の分割民営化が行われ、事業はJR東日本に継承された。

## 震災による被災
完成以降地域の水需要に応えていたが、2004年（平成16年）10月、長岡市を中心とした中越地域を新潟県中越地震が襲った。震源地付近の長岡市では震度6弱を観測し甚大な被害を受けたが、妙見堰も管理棟や門柱が半壊する等の被害を受けた。ダム・堰が地震によって被害を受けた稀少な例であるが、国土交通省によって災害復旧工事が行われた。

## 参考画像

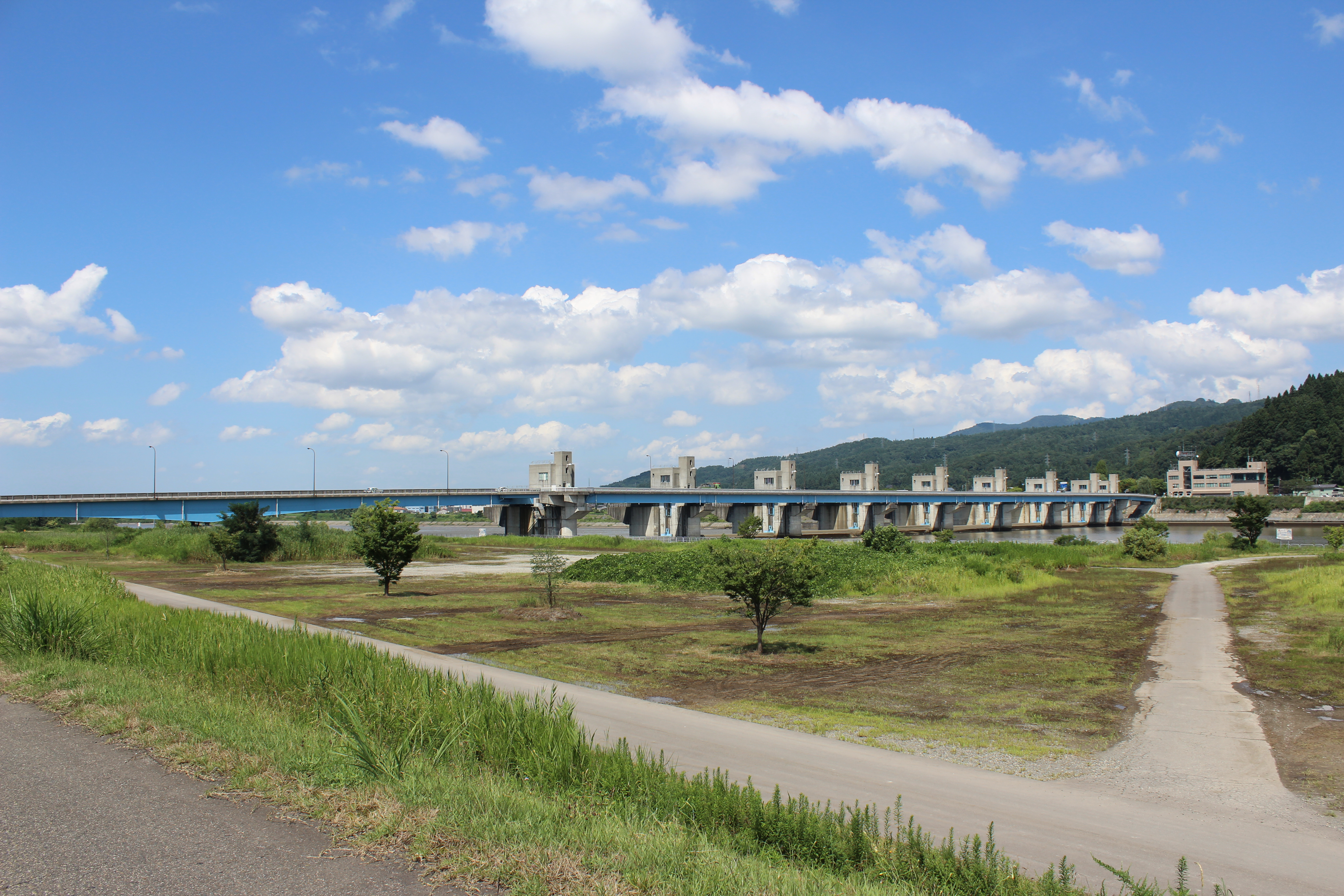
越の大橋